# Maurice Geûens
Maurice Geûens (Brugge, 4 mei 1883 – 13 oktober 1967) was een Belgisch advocaat en politicus. Hij was gemeenteraadslid en schepen van Brugge en volksvertegenwoordiger.

## Levensloop
Geûens was de zoon van advocaat en pleitbezorger Alphonse Geûens (1847-1925) en van Marie Standaert. Gepromoveerd tot doctor in de rechten (1906) en licentiaat in de thomistische wijsbegeerte, vestigde hij zich als advocaat in Brugge. In 1934-36 en een tweede maal in 1958-59 (na de plotse dood van Victor Sabbe), was hij stafhouder van de Brugse balie. Hij kreeg een vleiende reputatie als redenaar en schreef ook talrijke artikels, vooral in de lokale nieuwsbladen, onder meer in het katholieke La Patrie.
Nadat hij de lokale middenstandsorganisatie had hervormd en er voorzitter van was geworden, stapte hij in 1921 in de politiek. Hij werd tot gemeenteraadslid verkozen en onmiddellijk daarop tot schepen met de portefeuille handel en nijverheid. In 1924 stapte hij over naar financies, wat hij bleef tot na de Tweede Wereldoorlog.
Van juli tot november 1941 was hij locoburgemeester, na de afzetting van burgemeester Victor Van Hoestenberghe. Geûens bleef verder als schepen fungeren, ook nadat Groot Brugge, op 1 november 1942 tot stand gekomen was onder het burgemeesterschap van de Vlaams-nationalist (VNV) Jozef Devroe. Na het luisteren naar Radio London, op 23 november 1942, nam hij evenwel ontslag, samen met zijn collega's Pierre Vandamme en Prosper Dewulf. Na de bevrijding werden deze drie weken aanblijven als 'te lang' beoordeeld door de toenmalige liberale minister van Binnenlandse zaken Adolphe Van Glabbeke en werden de drie katholieke schepenen tijdelijk geschorst. Voor Geûens betekende dit het einde van zijn gemeentelijke loopbaan en hij besliste zich niet meer opnieuw kandidaat bij de gemeenteraadsverkiezingen van 1946 voor te stellen.
Maurice Geûens werd voor het eerst tot volksvertegenwoordiger verkozen op de lijst van de Katholieke Partij op 27 november 1931 en dit tot 24 mei 1936. Hij vertegenwoordigde de middenstandsvleugel binnen de partij. Op 2 april 1939 werd hij opnieuw verkozen en bleef het ambt vervullen tot 17 februari 1946, met de periode van non-activiteit tijdens de oorlog. Tijdens de meidagen 1940 trok hij niet mee met de meeste parlementsleden die in Frankrijk (Limoges) bijeenkwamen. Hij verkoos, net zoals burgemeester Victor Van Hoestenberghe, aan zijn gemeentelijk mandaat en verantwoordelijkheid voorrang te geven.
In het parlement ging de aandacht van Geûens vooral naar overheidsfinancies, landbouw, handel en nijverheid en de lokale belangen. Bij de wetgevende verkiezingen van 1946 was hij geen kandidaat meer.
In 1967 werd Maurice Geûens bevorderd tot Commandeur in de Orde van Leopold II (Kabinetsraad 7 april 1967).